# Знаешь, что я делала
«Знаешь, что я делала» — дебютный музыкальный альбом, выпущенный группой «Обе две» в 2011 году.

## Список композиций
| №   | Название       | Длительность |
| --- | -------------- | ------------ |
| 1.  | «Гонщики»      | 2:18         |
| 2.  | «Яблони»       | 4:28         |
| 3.  | «Выше всех»    | 2:22         |
| 4.  | «Море»         | 2:25         |
| 5.  | «Уведомление»  | 2:35         |
| 6.  | «Северо-Запад» | 2:47         |
| 7.  | «Десантник»    | 3:10         |
| 8.  | «Улицы»        | 2:49         |
| 9.  | «Пачка»        | 3:32         |
| 10. | «Милый»        | 3:23         |
| 11. | «Моряки»       | 7:07         |

## Участники записи
- Катя Павлова — вокал, мелодии, слова
- Саша Кучерова — барабаны, перкуссия, бэк-вокал
- Артём Клименко — бас, запись, сведение
- Коля Алексеев — гитара

а также
- Таня Журавская — директор
- Таня Павлова — слова
- Ваня Пинженин — слова, голос
- Вася Буньков — гитара
- Ринат Якупов — баян